# جاهد جهانشاهی
جاهد جهانشاهی، (زادهٔ ۱۳۲۵ – درگذشتهٔ ۲۳ آذر ۱۳۹۱ در تهران)، نویسنده، مترجم و منتقد تئاتر ایرانی بود. او از اعضای کانون نویسندگان ایران بود.

## زندگینامه
جاهد جهانشاهی در سال ۱۳۲۵ در تبریز به دنیا آمد. او در طول سال‌های فعالیت هنری خود، کتاب‌های متعددی از نویسندگانی چون گونتر گراس، گابریل گارسیا مارکز، هاینریش بل، برتولت برشت و توماس برنهارد ترجمه کرده بود.
آقای جهانشاهی به دلیل آشنایی اش با زبان آلمانی، تعدادی از آثار این نویسندگان را از زبان آلمانی ترجمه کرده بود. وی، همچنین مترجم برخی سروده‌های محمود درویش، شاعر و نویسنده عرب نیز بود. او از جمله «نان سال‌های سپری‌شده» نوشته هاینریش بل، «مادر ِ» برتولت برشت «گزارش یک آدم ربایی ِ» گابریل گارسیا مارکز و چندین کتاب معروف دیگر را به فارسی ترجمه کرده بود.

## فعالیت‌های صنفی و سیاسی
وی همچنین یکی از امضاکنندگان متن ۱۳۴ مشهور به متن "ما نویسنده‌ایم" نیز بوده‌است. سال ۱۳۷۳ تعداد ۱۳۴ نویسنده، شاعر، نمایشنامه و فیلمنامه‌نویس، محقق، منتقد و مترجم ایرانی با انتشار نامه سرگشاده یادشده خواستار آزادی اندیشه، بیان و نشر آثار خود شده و به سانسور اعتراض کردند.
جاهد جهانشاهی پیشتر رئیس انجمن منتقدان و نویسندگان خانه تئاتر بود.

## مرگ
جاهد جهانشاهی صبح روز پنجشنبه ۲۳ آذر ۱۳۹۱ در حال کوهنوردی در منطقۀ درکه تهران،‌ در سن ۶۶ سالگی دچار ایست قلبی شد و درگذشت.

## آثار
| نام اثر                                          | نویسنده             | ناشر     | سال انتشار |
| ------------------------------------------------ | ------------------- | -------- | ---------- |
| «نمایش نامه رئیس جمهور»                          | توماس برنهارد       | دیگر     | ۱۳۸۵       |
| زندگی «برتولت برشت»در قاب عکس‌ها و لابه لای کلمات | ماکس فریش، ورنر هشت | اختران   | ۱۳۷۲       |
| در حال کندن پوست پیاز                            | گونتر گراس          | نگاه     | ۱۳۸۶       |
| "هواپیمای خار غنچه گل سرخ"                       | گابریل گارسیا مارکز |          |            |
| مادر: زندگی پلاگه اولاسووا زن انقلابی اهل تور    | برتولت برشت         | ناشر     | ۱۳۹۱       |
| گزارش یک آدم‌ربایی                                | گابریل گارسیا مارکز | نشر آگه  | ۱۳۷۶       |
| کتاب دلواپسی                                     | فرناندو پسوآ        | نشر نگاه | ۱۳۸۵       |
| نان سال‌های جوانی«نان سال‌های سپری‌شده»             | هاینریش بل          | دیگر     | ۱۳۸۵       |
| کارلوتا و عشق                                    | جووانی گوارسکی      | پاییز    | ۱۳۷۸       |
| خون در گلوی گربه و دلال محبت                     | ورنر فاسبیندر       | دیگر     | ۱۳۸۴       |
| چرا می‌جنگیم؟                                     | نورمن میلر          | اختران   | ۱۳۸۴       |
| آخرین قطار: گزیدهٔ شعرهای محمود درویش             | محمود درویش         | دیگر     | ۱۳۸۴       |
| پاییز فروپاشی                                    | اگون کرنتس          | نشر رمز  | ۱۳۸۱       |
| از عشق و شیاطین دیگر                             | گابریل گارسیا مارکز | نگاه     | ۱۳۷۴       |
| حساب پرداخت نمی شه!                              | داریو فو            | دیگر     | ۱۳۶۹       |